# Benkó Károly
Benkó Károly (Nagyszentmiklós, 1837. november 4. – Rákospalota, 1893. augusztus 24.) magyar építész, állami ipariskolai magántanár, állandó törvényszéki szakértő, Medgyaszay (született Benkó) István építész édesapja.

## Élete
Szülei a papi pályára szánták és gimnáziumba adták, de az 1848–1849-es politikai változások  miatt a technikai pályára lépett és építész lett. 1870-ben Kolbenheyer Ferenccel közösen megalapította a nyergesújfalui román-cement gyárat, és szakítva a régi tradíciókkal, az esztétikus eljárás helyett tudományos alapra fektette a román-cement gyártását, ezzel elismerésre méltó eredményeket mutatott fel. Számos nyilvános épületet épített, így templomokat, gimnáziumot, megyeházat, városházat, bérpalotákat és egyéb házakat. 1883-ban a vallás- és közoktatásügyi minisztérium az állami ipariskola téli tanfolyamán a szaktantárgyakból előadások tartásával bízta meg őt. 1889-ben a kereskedelmi miniszter az építőmesteri képzettség megvizsgálására szervezett bizottság tagjává és 1892-ben a budapesti királyi törvényszék állandó bizottsági szakértőjévé nevezte ki. Benkó a következő évben hunyt el alig 55 éves korában.
Mint tanár megírta előadásaihoz a szaktárgyakat: az építőanyagok tanát, az építészeti alaktant, kőszerkezeteket, költségvetéstant, ezen kívül a szakmába vágó dolgokról számos értekezés és cikk jelent meg tőle.

## Ismert épületei
- 1866: evangélikus templom, Dobsina[3][4]
- 1867: Kanonokház, 3300 Eger, Kossuth u. 18.[5]
- 1869: Sophianum (ma: Pázmány Péter Katolikus Egyetem Bölcsészet- és Társadalomtudományi Kar), 1088 Budapest, Mikszáth Kálmán tér 1.
- 1870: zsinagóga, 9000 Győr, Kossuth Lajos utca 5.[6]
- 1872: református templom, 2151 Fót, Károlyi István út 1.[3]
- 1872: Kiss Dávid-palota, Szeged, Széchenyi tér 15. (Kolbenheyer Ferenccel)[7]
- 1872: városháza (ma: Polgármesteri Hivatal Nyíregyháza), 4000 Nyíregyháza, Kossuth tér 1.[8]
- 1876–1877: villaépület, 1062 Budapest, Andrássy út 123. (Kolbenheyer Ferenccel)
- 1878: megyeháza (ma: Jász-Nagykun-Szolnok Megyei Kormányhivatal), 5000 Szolnok, Kossuth Lajos út 2.[9]
- 1882: evangélikus templom, Sajógömör[3]
- 1884/1886–1888: templom, Tass[10][11]
- 1887–1891: református templom, Dévaványa[3]
- 1888: gimnázium (ma: Lehel Vezér Gimnázium), 5100 Jászberény, Szentháromság tér 1.[3][12]
- 1888: gimnázium (ma: Horváth Mihály Gimnázium), 6600 Szentes, Szent Imre herceg utca 2.[3][13]
- 1888: főgimnázium (ma: Verseghy Ferenc Gimnázium), Szolnok, Sóház utca 1.
- 1888–1889: gimnázium (ma: Mezőtúri Református Kollégium, Gimnázium, Szakgimnázium, Általános Iskola és Óvoda), 5400 Mezőtúr, Kossuth Lajos utca 2.
- 1890–1891: templom, Majosháza[10]
- evangélikus kollégium bővítése és átalakítása, Eperjes[3][10]
- gimnázium, Léva[3]
- magánlak, Zombor[14]

### Tervben maradt munkái
- 1880: városháza, Szentes (pályázat)[15]

### Egyéb munkái
Egyes feltételezések szerint a Paksi evangélikus templomot (7030 Paks, József Attila utca) is ő tervezte, ám újabb kutatások ezt nem támasztják alá. Ugyanakkor részben az ő nevéhez fűződik a Magyar Nemzeti Múzeum (1088 Budapest, Múzeum krt. 14-16.) felújítása 1849 után. 1867-től átépítette a Deák téri evangélikus templomot (1052 Budapest, Deák tér 4.).

## Képtár

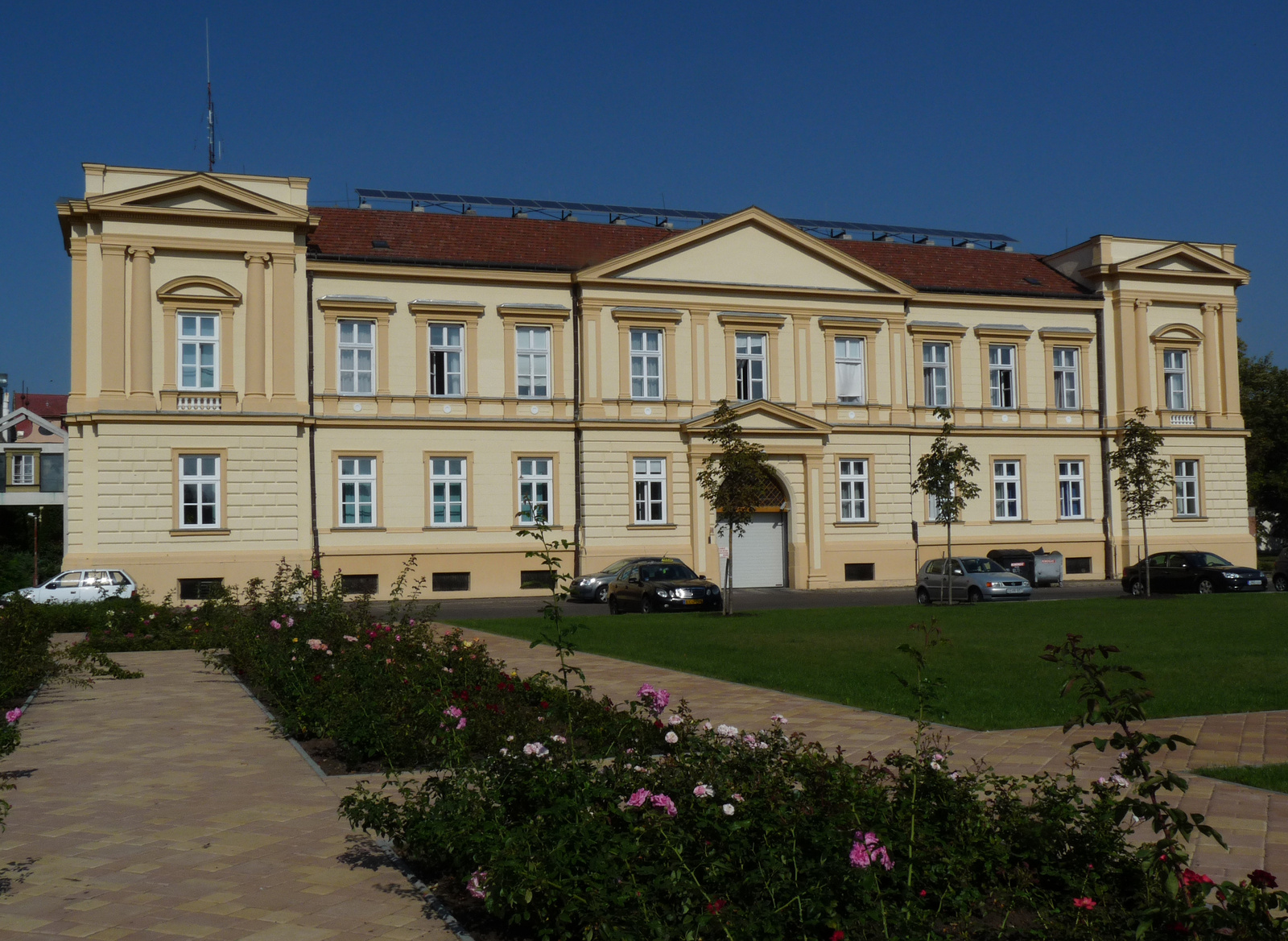
Megyeháza, Szolnok
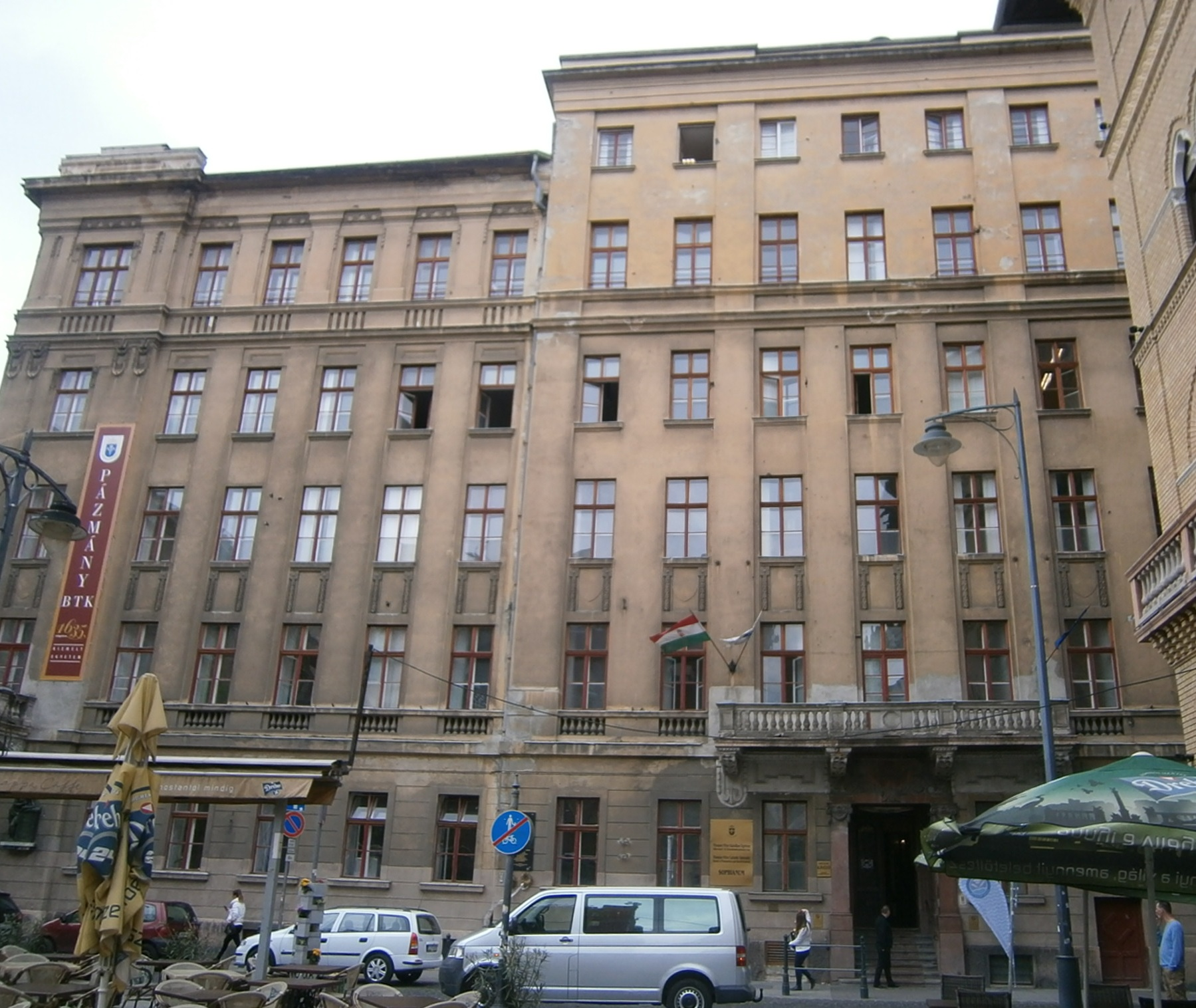
Sophianum, Budapest
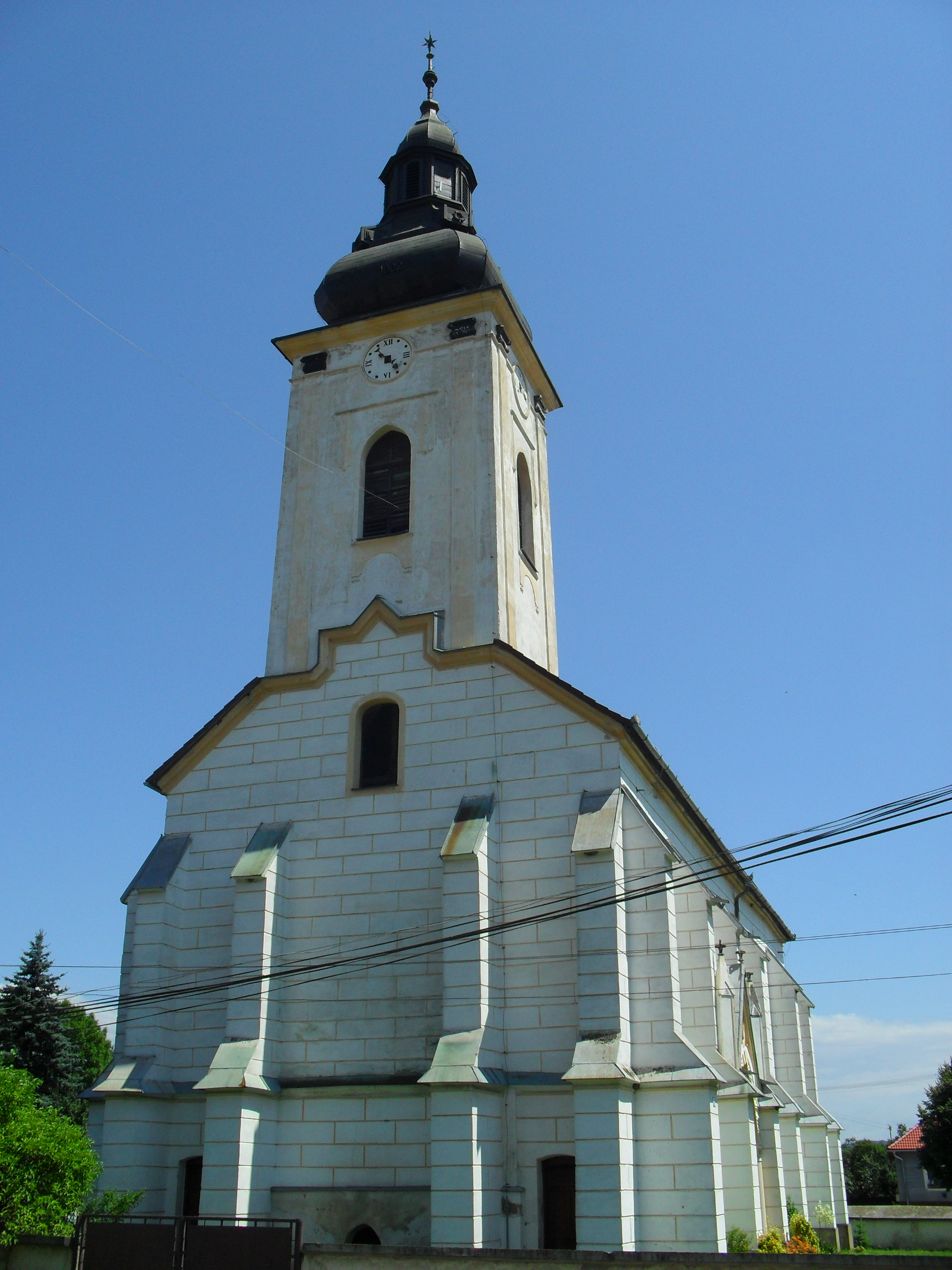
Evangélikus templom, Sajógömör
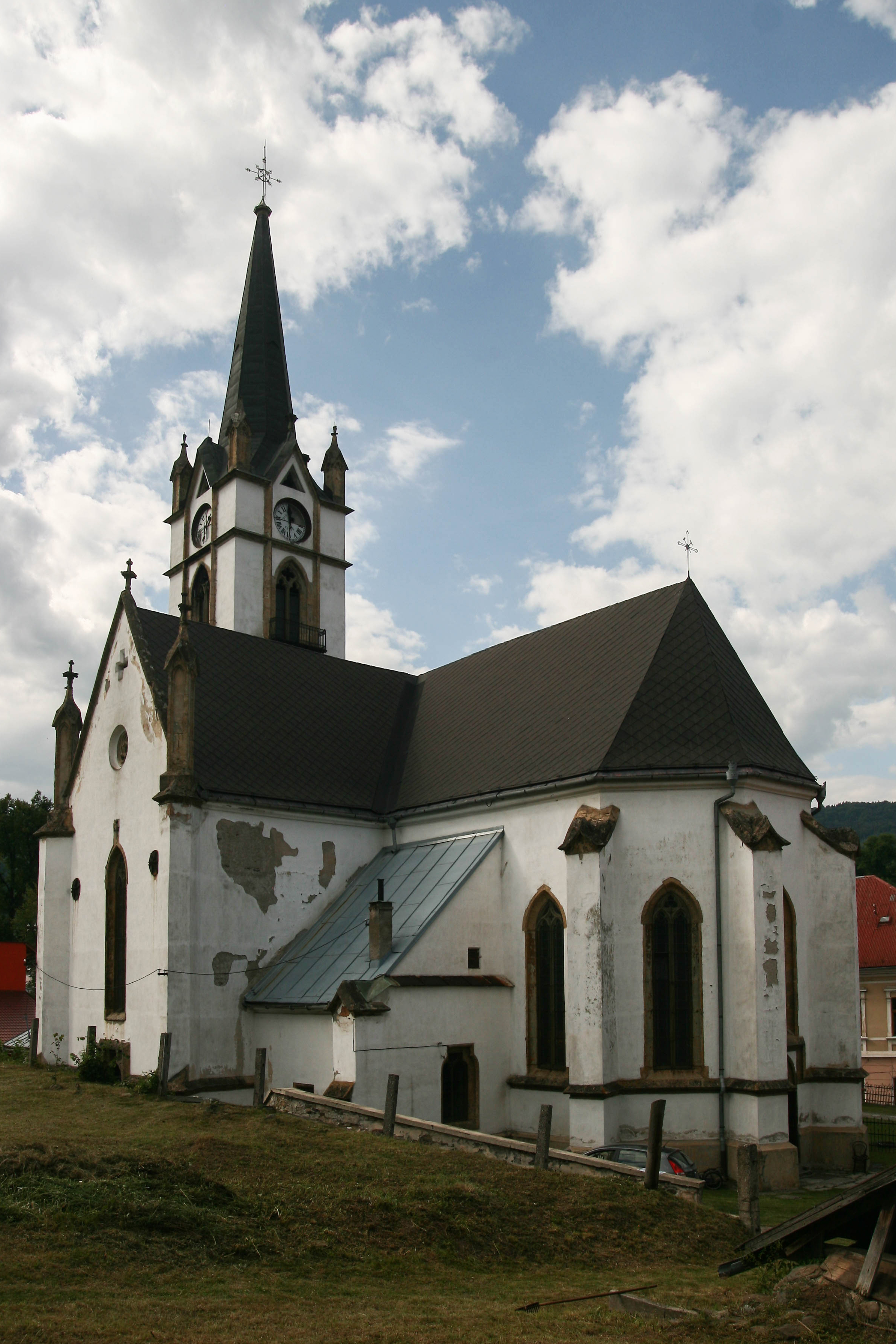
Evangélikus templom, Dobsina
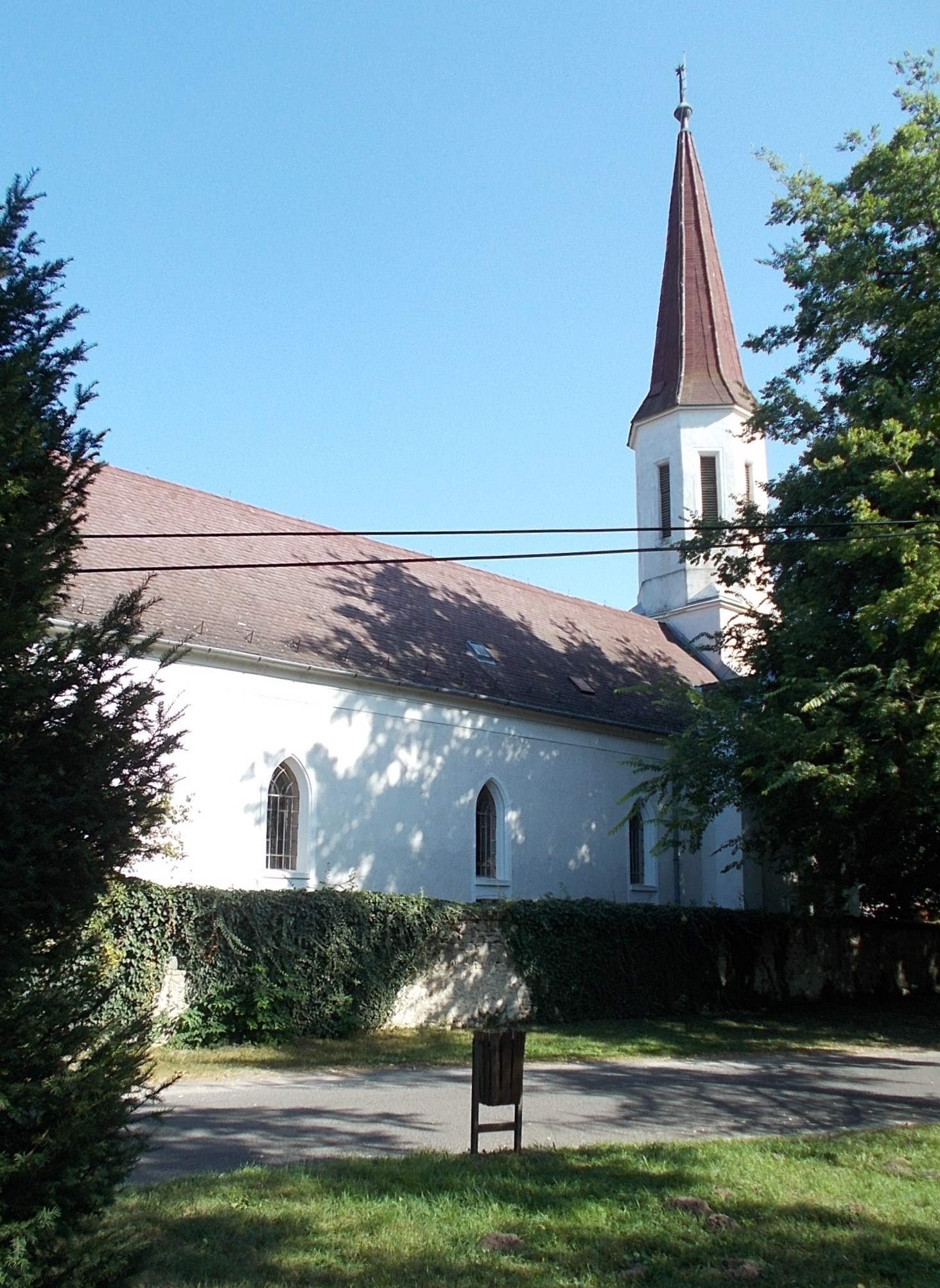
Református templom, Fót
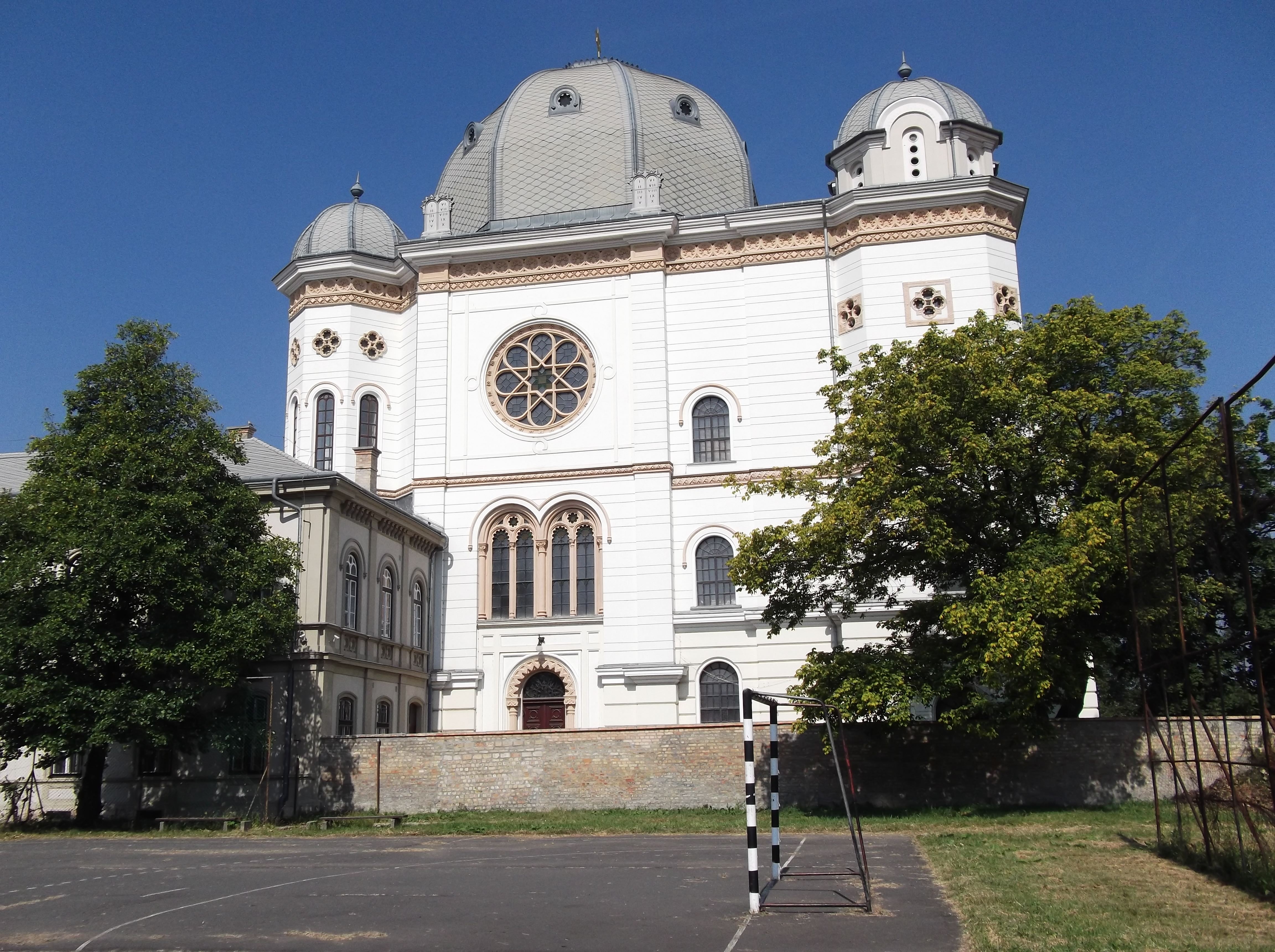
Zsinagóga, Győr
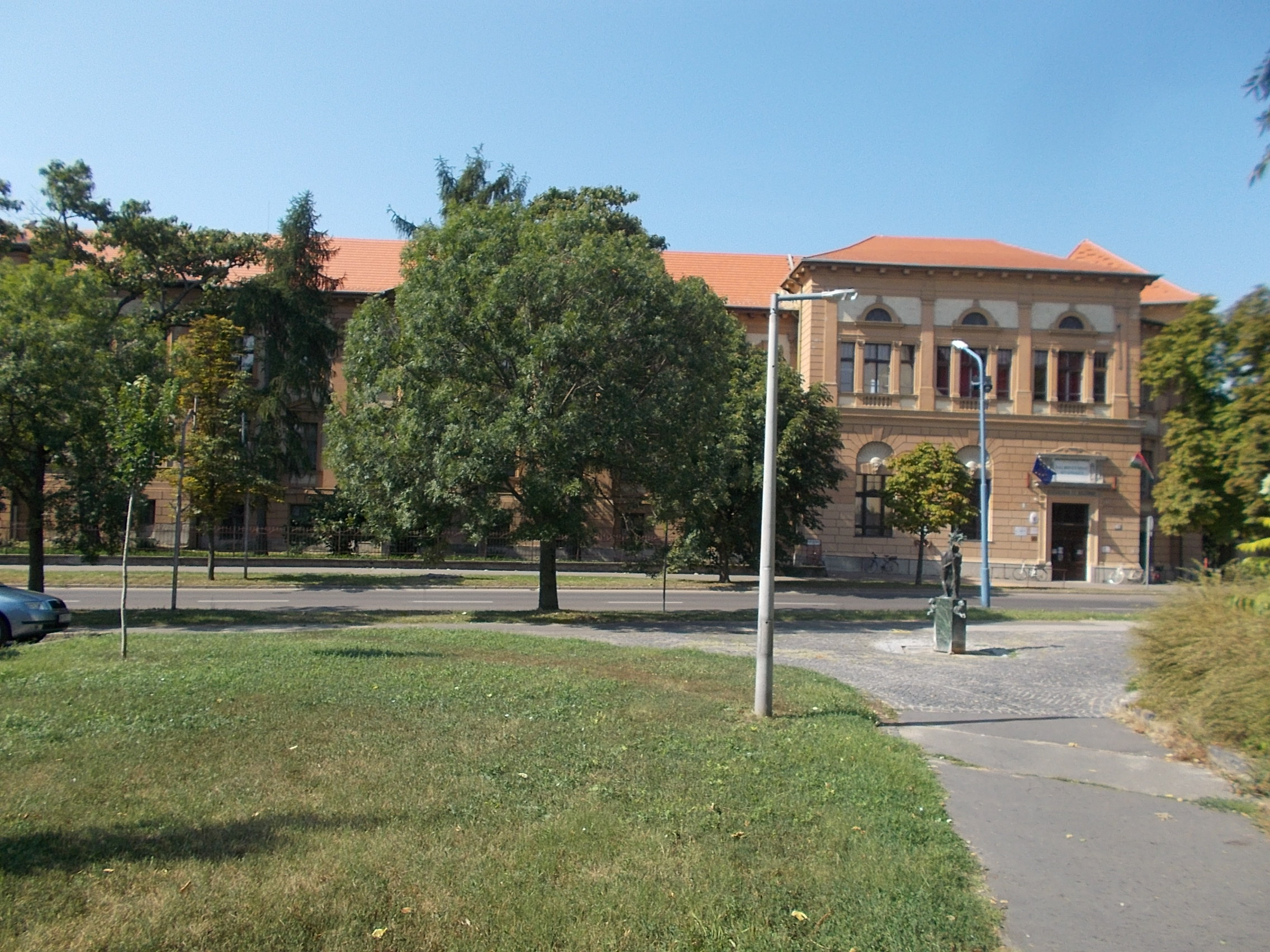
Gimnázium, Szentes
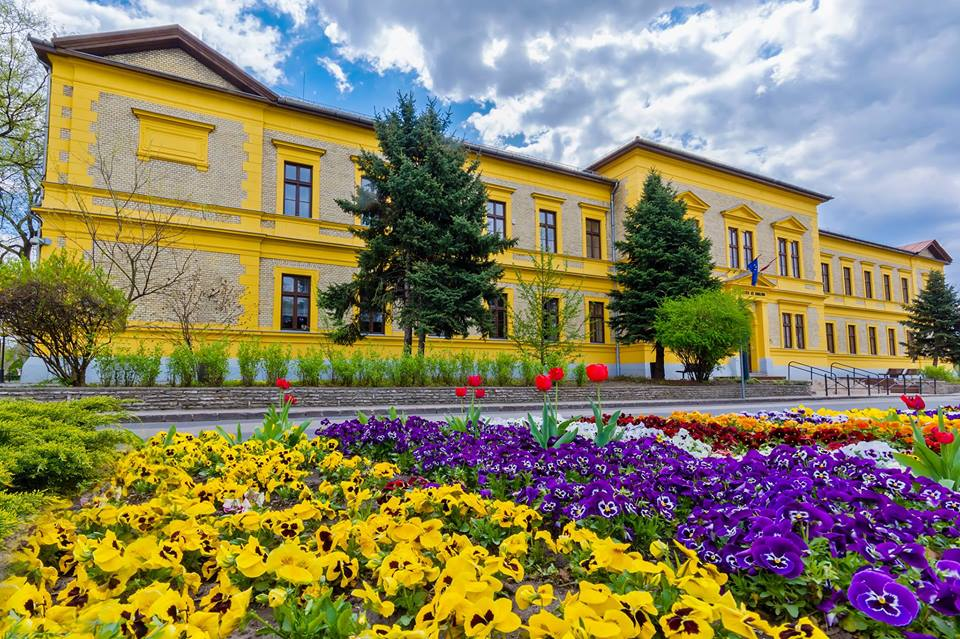
Gimnázium, Jászberény
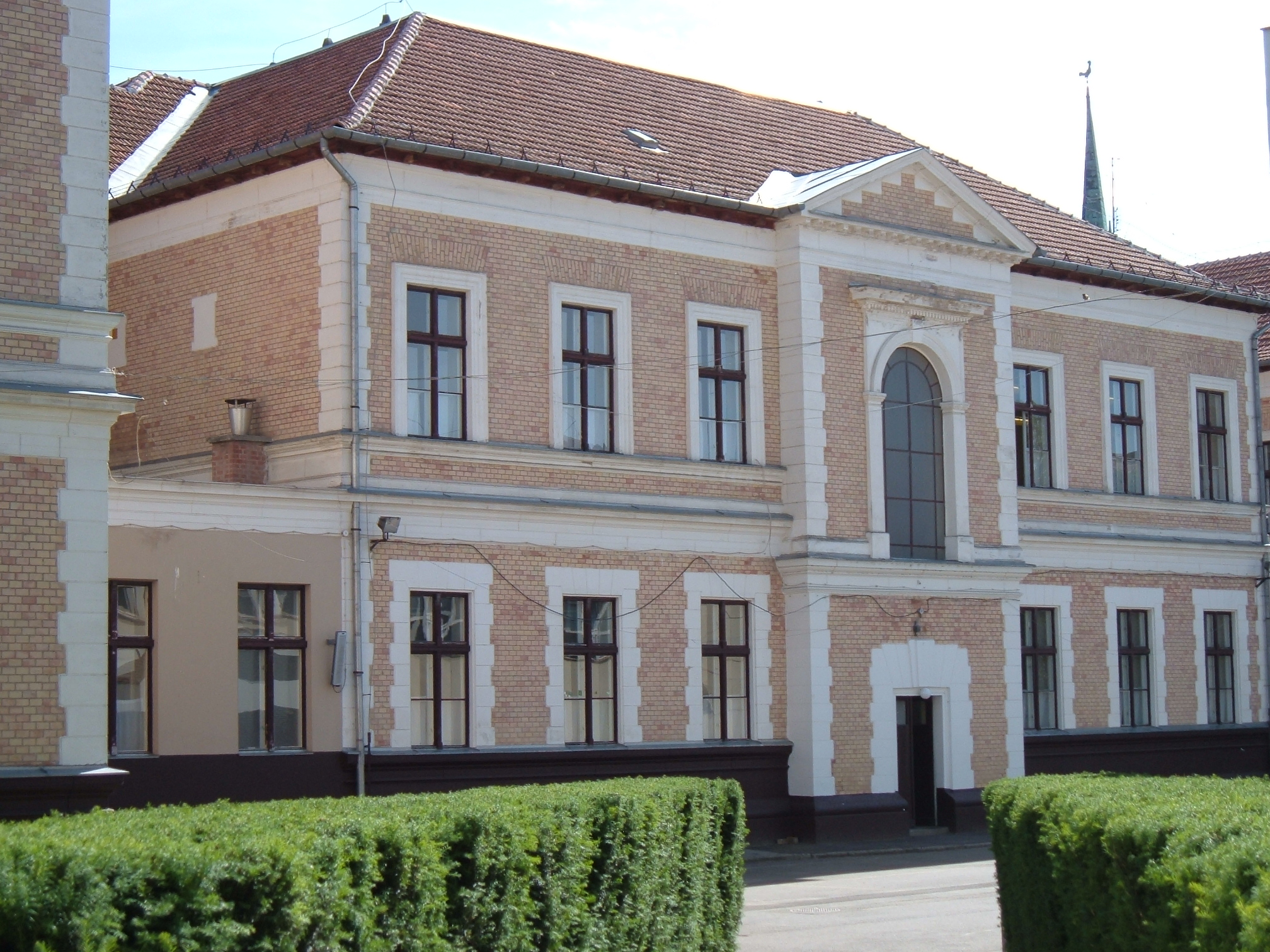
Gimnázium, Szolnok
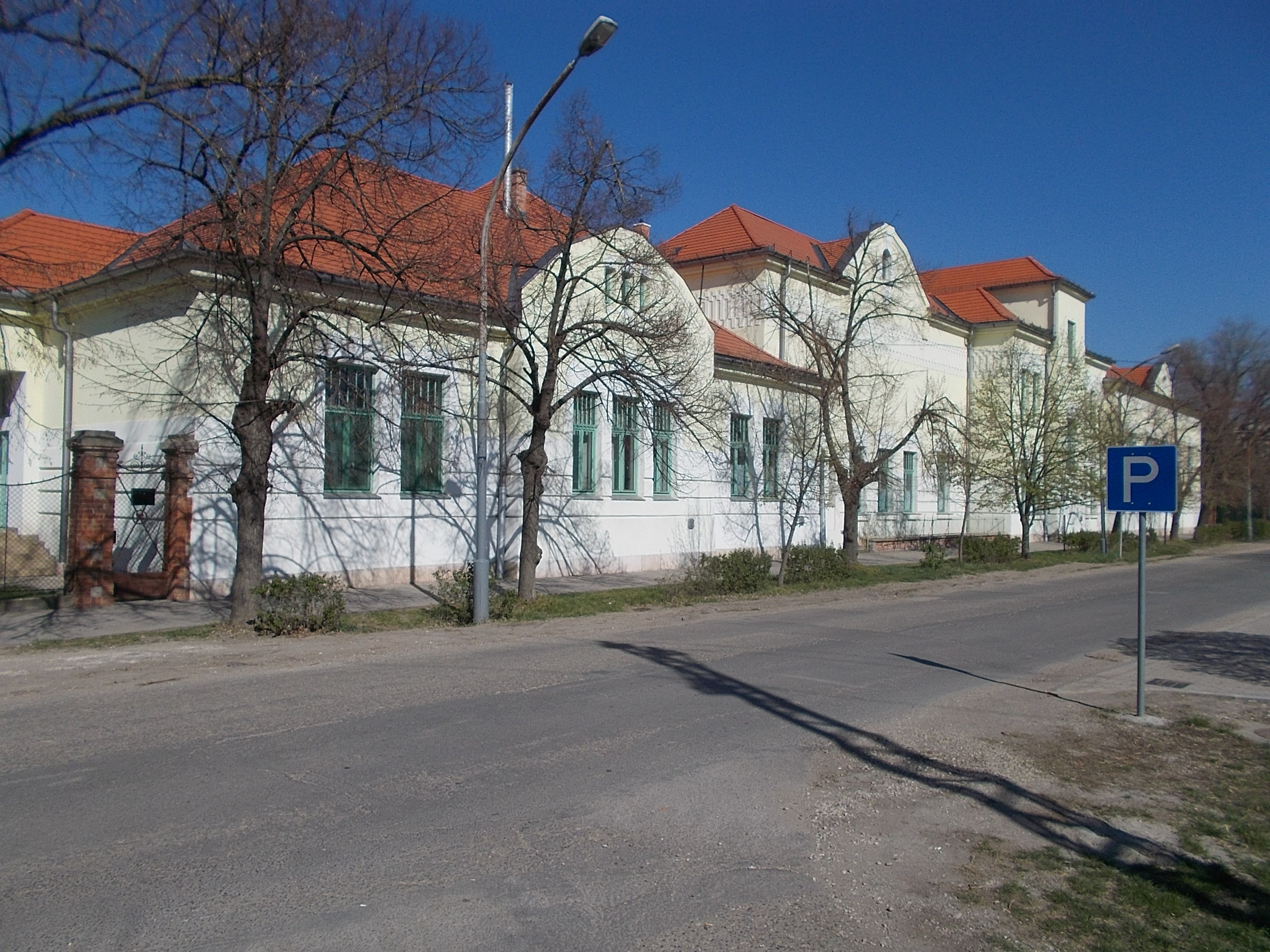
Gimnázium, Mezőtúr
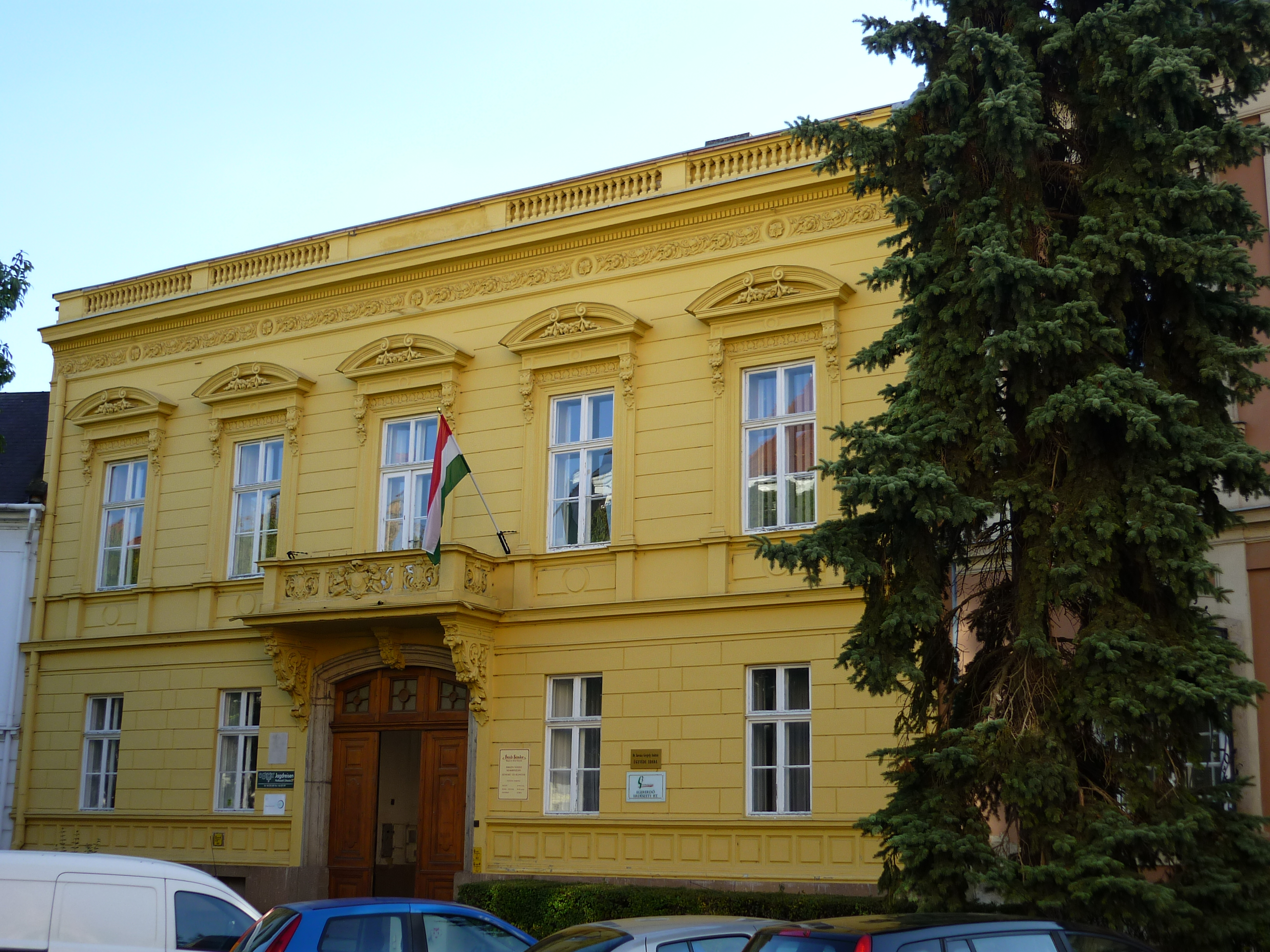
Kanonokház, Eger